# 荷重
荷重（かじゅう、英語：load）とは、力学において、物体の2点間に触れるところで発生する力のこと。

## 作用方法による分類
- 静荷重（static load）

死荷重（dead load）とも呼ばれる。物体に働く力の大きさや方向が変わらないか、変わるとしても極めてゆっくりと変わる荷重のこと。
- 動荷重（dynamic load）

活荷重（live load）とも呼ばれる。物体に働く力の大きさや向きが変動する荷重のこと。内燃機関のクランクシャフトや車両用ばね、鋳造機械のハンマーなどのような機械部品は動荷重を繰り返し受けているものが多い。
- 交番荷重（alternating load）

大きさとともに荷重の方向が繰り返しかわる荷重。
- 繰返し荷重（repeated load）

一定の方向で、大きさが周期的に変化する荷重。
- 移動荷重

かかる力が移動する荷重。橋では自動車や列車が移動するにつれて力の作用が変わるが、この場合は移動荷重として設計する。
- 衝撃荷重（impact load）

きわめて短時間に瞬間的に急激に働く荷重。

## 物体の変形状態による分類

a:軸荷重（圧縮荷重）、b:軸荷重（引張荷重）、c:せん断

四角い断面のはりに、せん断荷重をかけた場合

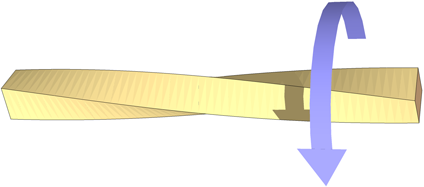
ねじりの例

- 軸荷重

物体の軸線方向（右図では物体の長手方向）に作用する荷重で、荷重の作用線が一致する。
- 引張荷重（tensile load）

軸荷重のうち、物体を引き伸ばす方向に作用する荷重。張力とも。
- 圧縮荷重（compression load）

軸荷重のうち、物体を押し縮める方向に作用する荷重。
- せん断荷重（shear load）

物体の表面に対して接線方向に力が生じると物体の形に変化（せん断変形）が生じるが、この時の荷重をせん断荷重と言う。ある水平面を考えたとき、面の上方と下方で、その面に沿って交互に反対向きに作用する荷重。軸荷重と垂直に作用する。せん断荷重による作用線は一致しない。
- 曲げ荷重（bending load）

材料を曲げる荷重。引張荷重と圧縮荷重が同時に作用する。作用点の発生位置が異なる。
- ねじり荷重（torsional load）

棒状の物体の両端にそれぞれ逆方向に回すような力（雑巾を絞るような力）を与えると変形が生じるが、この時の与えた力（モーメント）をねじり荷重と呼ぶ。物体のある軸線に直角方向のモーメントを発生させるような荷重。作用点の発生位置が異なる。

## 分布状態による分類

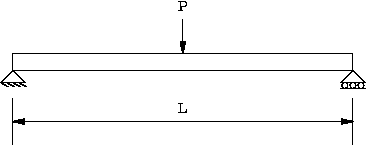
集中荷重の例

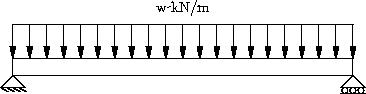
等分布荷重

- 集中荷重（concentrated load）

物体表面の一点に集中して作用する荷重。規模のある構造物において、その大きさと比較すれば点とみなせる範囲に荷重が作用する場合は集中荷重として扱う。
- 分布荷重（distributed load）

物体表面にある分布をもって作用する荷重。
- - 等分布荷重（uniformly distributed load）

物体表面に等しく作用する荷重。
- 直接荷重と間接荷重

物体に直接作用する荷重を直接荷重と称するに対し、他の物体を介して間接的に作用する荷重を間接荷重と称する。

## 荷重が作用した物体
物体に荷重が作用すると、物体内部ではそれに抵抗しようと内力が生じる。この内力を物体の断面積で割って、単位面積あたりの力としたものが応力と呼ばれる。